# Bupleurum kosopolianskyi
Bupleurum kosopolianskyi är en flockblommig växtart som beskrevs av Aleksandr Alfonsovitj Grossgejm. Bupleurum kosopolianskyi ingår i släktet harörter, och familjen flockblommiga växter. Inga underarter finns listade i Catalogue of Life.